# خانواده بالیان

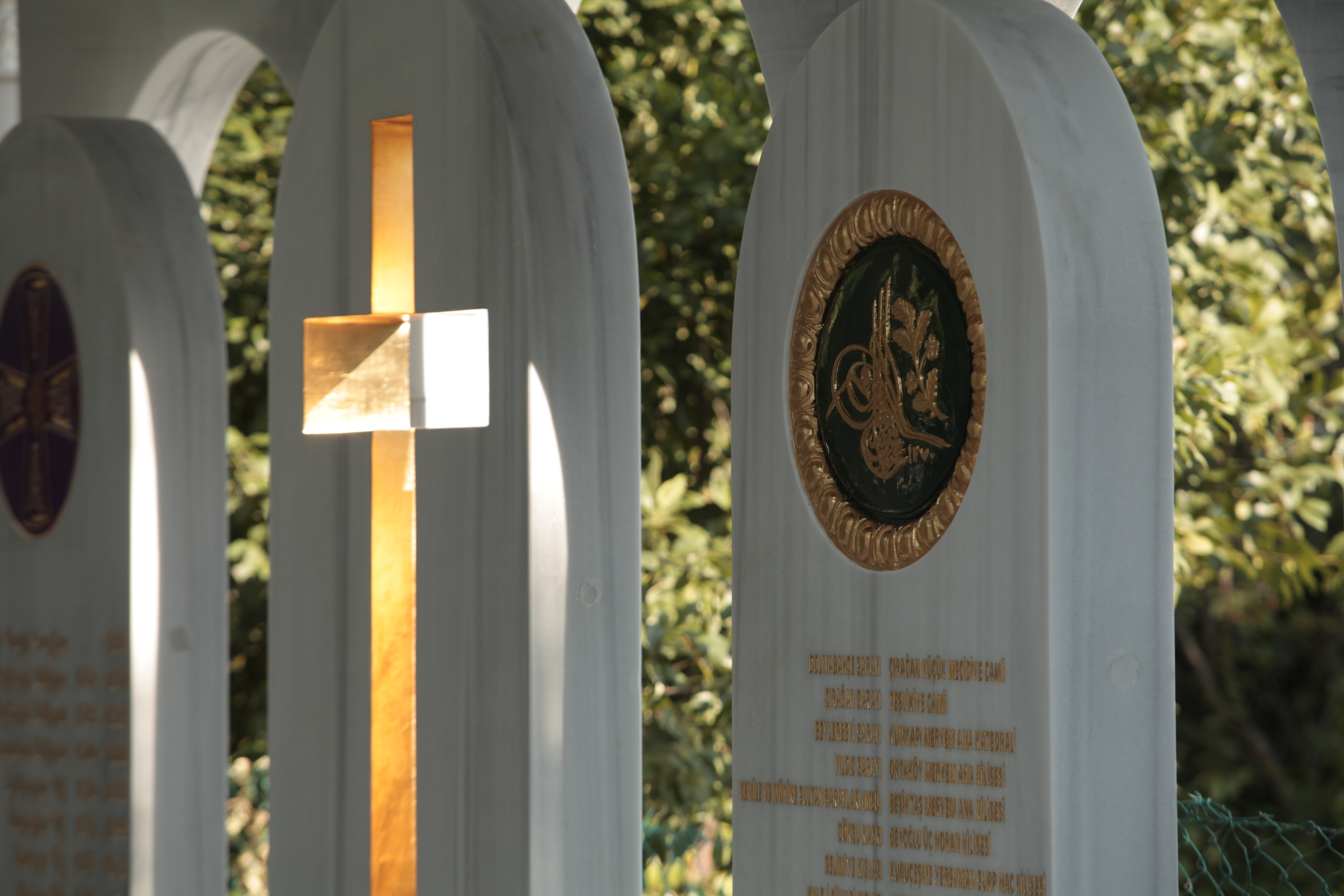

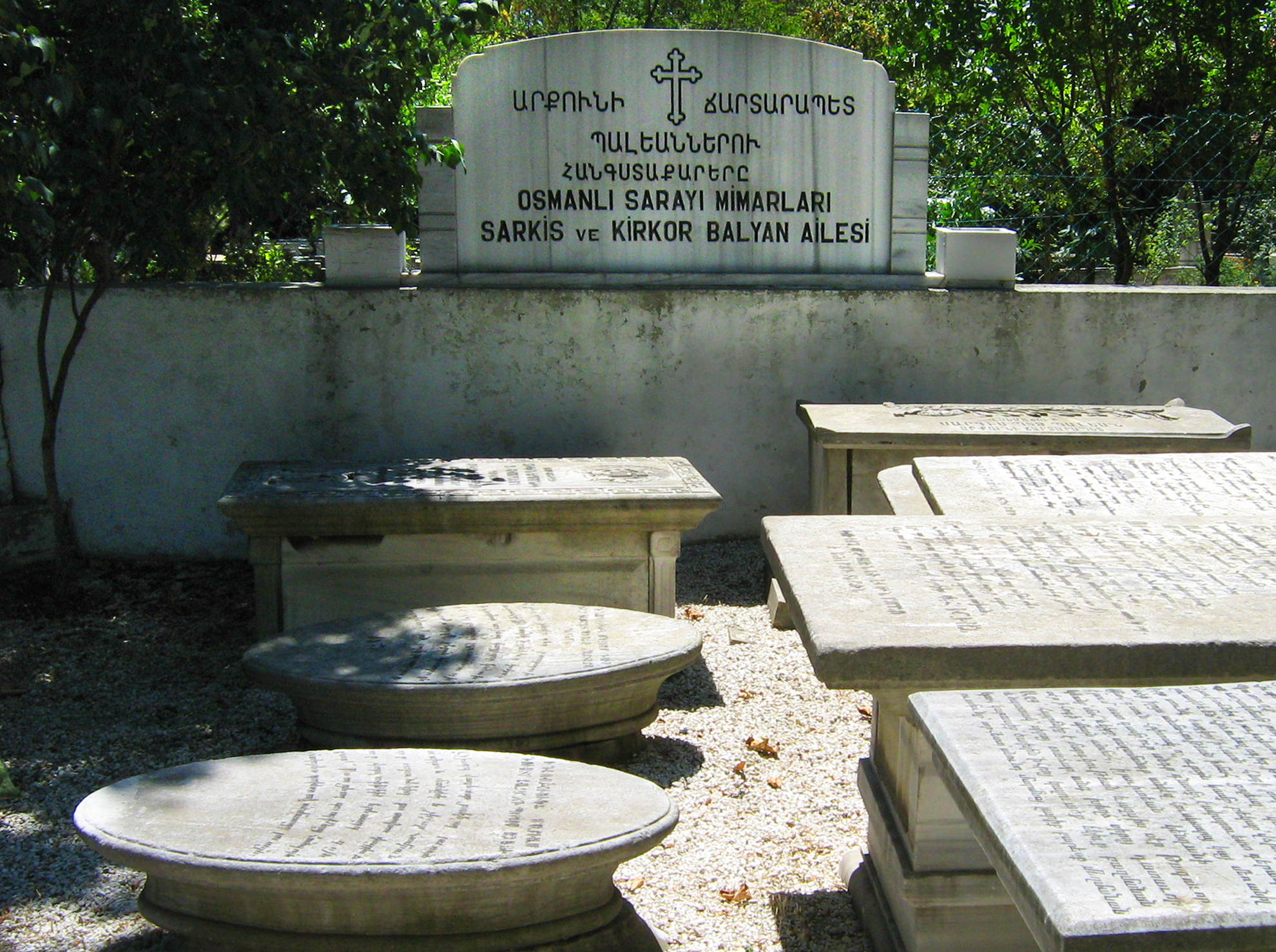

خانواده بالیان (ارمنی: Պալեաններ) یک خانواده سرشناس از ارمنیان عثمانی که معماران درباری فهرست سلاطین امپراتوری عثمانی در سده‌های ۱۸ و ۱۹ میلادی بودند.

## کاراپت بالیان
کاراپت بالیان (ارمنی: Կարապետ Պալեան؛ ؛ ۱۸۰۰ - ۱۸۶۶)

### آثار معماری کاراپِت آمیرا بالیان
- مسجد دُلماباحچه
- آرامگاه محمود دوم، در منطقهٔ چِمبِرلی تاش
- قصر دُلماباحچه[۱]
- مدرسهٔ حاربیه
- پادگان سواره نظام کوله‌لی (دبیرستان نظامی کوله‌لی کنونی)، در منطقهٔ وانی کوی

## گریگور بالیان
گریگور بالیان (ارمنی: Գրիգոր Պալեան؛ ۱۷۶۴ - ۱۸۳۱) 

### آثار معماری گریگور آمیرا بالیان
- مسجد نُصرتیه، در منطقهٔ توپحانه
- پادگان سلیمیه، در منطقهٔ اوسکودار

## نیکوغوس بالیان

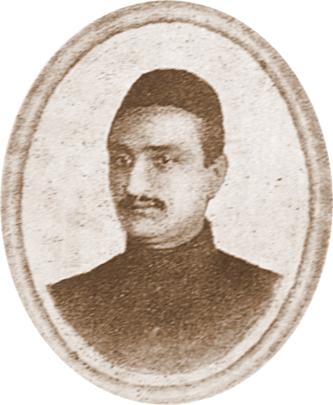

نیکوغوس بالیان (ارمنی: Նիկողայոս Պալեան؛؛ ۱۸۲۶ - ۱۸۵۸)

### آثار معماری نیکوغوس بالیان
- قصر کوچوک‌سو
- در ورودی قصر دُلماباحچه با کنده کاری‌های فوق‌العاده و تالار پذیرایی مجلل این قصر با چلچراغ عظیم و معروف آویزان در وسط آن
- قصر ایهلامور

## سارکیس بالیان

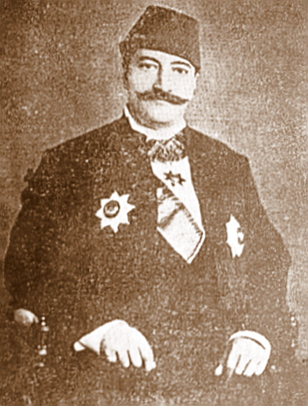

سارکیس بالیان (ارمنی: Սարգիս Բալյան؛ ؛ ۱۸۳۵ - ۱۸۹۹) 

### آثار معماری سارکیس بالیان
- قصر بِیلَربِی
- ساختمان تسلیحات و بنای کلانتری منطقهٔ ماچکا (ساختمان کنونی دانشکدهٔ مدیریت دانشگاه فنی استانبول و ساختمان کنونی مدرسهٔ زبان‌های خارجی همان دانشگاه)
- مسجد سعدآباد، در منطقهٔ کائتحانه
- حاربیه، ساختمان وزارت دفاع دورهٔ عثمانی (ساختمان کنونی ریاست دانشگاه استانبول)
- قصر چراغان

## سیمون بالیان
سیمون بالیان (ارمنی: Սիմոն Բալյան؛ ؛ ۱۶ مهٔ ۱۸۴۶ - ۷ مهٔ ۱۸۹۴)